# The Jackson 5
Jackson Five var en amerikansk musikgruppe, der var aktiv fra 1962 – 1990. Gruppen er bedst kendt for en række disco-hits, samt for at være springbræt for Michael Jacksons senere karriere.
I 1964 debuterede Michael, på kun 7 år, i familiebandet Jackson Five. Foruden Michael var hans 4 brødre, Jermaine på bass, Tito på guitar, og Jackie og Marlon som kor, Michael selv var forsanger.
Manager for bandet var far Joe.
I løbet af de næste år, deltog bandet i rigtig mange konkurrencer, og de vandt langt de fleste. Allerede i 1968 udgav de 5 Jackson brødre deres første single, ”Big Boy”, som de selv finansierede.
Året efter udgav de endnu en single, ”I Want You Back”, og på det tidspunkt havde bandet skrevet kontrakt med pladeselskabet Motown. Succesen var enorm, og på kun 6 uger havde singlen solgt over 2 millioner eksemplarer. Dette var startskuddet til en hæsblæsende karriere for bandet, ikke mindst for lille Michael.
Det kom derfor ikke som nogen overraskelse da Michael i oktober 1971, gik solo, og udsendte singlen ”Got To Be There”.

## Diskografi
| Motown-udgivelser (som Jackson 5) - Diana Ross Presents The Jackson 5 (1969) - ABC (1970) - Third Album (1970) - Jackson 5 Christmas Album (1970) - Maybe Tomorrow (1971) - Lookin' Through the Windows (1972) - Skywriter (1973) - G.I.T.: Get It Together (1973) - Dancing Machine (1974) - Moving Violation (1975) | CBS/Epic-udgivelser (som The Jacksons) - The Jacksons (1976) - Goin' Places (1977) - Destiny (1978) - Triumph (1980) - Victory (1984) - 2300 Jackson Street (1989) |